# النبالة في الألعاب الأولمبية الصيفية 2024
من المقرر أن تعقد منافسات الرماية في دورة الألعاب الأولمبية الصيفية 2024 في باريس على مدار سبعة أيام، وذلك من 25 يوليو/تموز إلى 4 أغسطس/آب، في متنزه ليزانفاليد. سيتنافس 128 رامي سهام (64 من كل جنس) عبر خمسة أحداث.

## الدول المشاركة
53 لجنة أولمبية وطنية تأهلت لمشاركة لاعبيها في حدث النبالة.
- الأرجنتين (1)
- أستراليا (2)
- النمسا (1)
- أذربيجان (1)
- بنغلاديش (1)
- بوتان (1)
- البرازيل (2)
- كندا (2)
- تشاد (1)
- تشيلي (1)
- الصين (6)
- كولومبيا (4)
- كوبا (1)
- جمهورية التشيك (2)
- الدنمارك (1)
- مصر (2)
- السلفادور (1)
- إستونيا (1)
- فنلندا (1)
- فرنسا (6)
- ألمانيا (4)
- بريطانيا العظمى (6)
- غينيا (1)
- الهند (6)
- إندونيسيا (4)
- إيران (1)
- إسرائيل (2)
- إيطاليا (4)
- اليابان (4)
- كازاخستان (3)
- لوكسمبورغ (1)
- ماليزيا (3)
- المكسيك (6)
- مولدوفا (2)
- منغوليا (1)
- هولندا (4)
- بولندا (1)
- بورتوريكو (1)
- رومانيا (1)
- سان مارينو (1)
- سلوفاكيا (1)
- سلوفينيا (2)
- جنوب إفريقيا (1)
- كوريا الجنوبية (6)
- إسبانيا (2)
- تايبيه الصينية (6)
- تونس (1)
- تركيا (4)
- أوكرانيا (2)
- الولايات المتحدة (4)
- أوزبكستان (2)
- فيتنام (2)
- جزر العذراء (1)

## ملخص الميداليات

### جدول الميداليات
*   البلد المضيف ( فرنسا)
| المرتبة | اللجنة الأولمبية | ذهبية | فضية | برونزية | المجموع |
| ------- | ---------------- | ----- | ---- | ------- | ------- |
| 1       | كوريا الجنوبية   | 5     | 1    | 1       | 7       |
| 2       | فرنسا*           | 0     | 1    | 1       | 2       |
| 2       | الولايات المتحدة | 0     | 1    | 1       | 2       |
| 4       | ألمانيا          | 0     | 1    | 0       | 1       |
| 4       | الصين            | 0     | 1    | 0       | 1       |
| 6       | تركيا            | 0     | 0    | 1       | 1       |
| 6       | المكسيك          | 0     | 0    | 1       | 1       |
| المجموع | المجموع          | 5     | 5    | 5       | 15      |